# Рентгеноструктурний аналіз

Схема процесу визначення структури сполуки методом рентгеноструктурного аналізу. Спочатку її кристал отримують або вирощують в лабораторії, після чого опромінюють для отримання дифракційної картини у вигляді роздільних плям. Кристал поступово обертають і отримують дифракційні картини; з цих картин вибирають такі, що мають найчіткіші орієнтації кристалу. Використовуючи перетворення Фур'є, ці масиви дифракційних відбить перетворюють на тривимірну модель електронної густини в межах кристалічної ґратки. З цієї електронної густини виводять розташування атомних ядер і відстаней між ними, утворюючи модель атомів в межах елементарної комірки кристалу.

Рентгенострукту́рний ана́ліз — метод дослідження структури речовини, в основі якого лежить явище дифракції рентгенівського випромінювання на тривимірних кристалічних ґратках.

## Загальний опис
Для дослідження атомної структури застосовують випромінювання з довжиною хвилі близько 1 Å, тобто, розмірів атомів. Разом із нейтронографією і електронографією метод належить до дифракційних методів дослідження структури речовини.
Метод дозволяє визначати атомну структуру речовини, що включає просторову групу елементарної комірки, її розміри і форму, а також визначити групу симетрії кристалу. За допомогою методу можна досліджувати метали і їх сплави, мінерали, неорганічні і органічні сполуки полімери, аморфні матеріали, рідини і гази, молекули білків, нуклеїнових кислот та інші речовини. Найлегшим і найуспішнішим є застосовування методу для встановлення атомної структури кристалічних тіл, які вже мають строгу періодичність будови і фактично є створеними природою дифракційними ґратками для рентгенівських променів. Для решти речовин кристал повинен бути створеним, що є важливою і складною частиною методу рентгеноструктурного аналізу.
Факт явища дифракції рентгенівських променів на кристалах відкритий Лауе, теоретичне обґрунтування явищу дали Вульф і Брегг (умова Брегга — Вульфа). Як метод рентгеноструктурний аналіз розроблений Дебаєм і Шеррером. Рентгеноструктурний аналіз і до цього дня залишається одним з найпоширеніших методів визначення структури речовини через його простоту і відносну дешевизну.

## Історія методу
Дифракція рентгенівських променів на кристалах була відкрита в 1912 році німецькими фізиками Максом фон Лауе, Вільямом Фридріхом і Паулем Кніппінгом. Направивши вузький пучок рентгенівських променів на нерухомий кристал, вони зареєстрували на поміщеній за кристалом фотопластині дифракційну картину, яка складалася з великого числа регулярно розташованих плям. Кожна пляма — слід дифракційного променя, розсіяного кристалом. Рентгенограма, отримана таким методом, пізніше отримала назву лауеграми.
Розроблена Лауе теорія дифракції рентгенівських променів на кристалах дозволила зв'язати довжину хвилі випромінювання з параметрами елементарної комірки кристалу. Фактично було показано, що дифракційна картина кристалу являє собою перетворення Фур'є його двовимірної проєкції. У 1913 році Лоренс Брегг і одночасно з ним Г. В. Вульф запропонували наочніше трактування виникнення дифракційних променів в кристалі. Вони показали, що дифракційні промені можна розглядати як віддзеркалення падаючого променя від однієї з систем кристалографічних площин (дифракційне віддзеркалення або умова Брегга — Вульфа).
У тому ж році Лоренс Брегг разом із своїм батьком Генрі Бреггом вперше дослідили атомні структури простих кристалів за допомогою рентгенівських дифракційних методів. У 1916 році американський фізик Петер Дебай і німецький Пауль Шеррер запропонували використання дифракції рентгенівських променів для дослідження структури полікристалічних матеріалів. У 1938 французький кристалограф Андре Гіньє розробив метод рентгенівського малокутового розсіяння для дослідження форми і розмірів неоднорідностей в речовині.
Можливість використання рентгеноструктурного аналізу для дослідження широкого класу речовин та велика цінність цих досліджень стимулювали розвиток методів розшифровки структур. У 1934 році американський фізик Артур Патерсон запропонував досліджувати будову речовин за допомогою функції міжатомних векторів (функції Патерсона). Американські учені Девід Харкер, Джон Каспер (1948), Вільям Захаріасен, Девід Сейр і англійський учений Вільям Кокрен (1952) заклали основи так званих прямих методів визначення кристалічних структур. Роботи з дослідження просторової структури білків, розпочаті в 30-х роках у Великій Британії Джоном Берналом і успішно продовжені Джоном Кендрю, Максом Перуцем та іншими зіграли важливу роль в становленні молекулярної біології. У 1953 році дані рентгеноструктурного аналізу, отримані Морісом Вілкінсом і Розаліндою Франклін дозволили Джеймсу Ватсону і Френсісу Кріку створити модель молекули дезоксирибонуклеїнової кислоти. З 50-х років почали бурхливо розвиватися методи обробки дифракційної інформації і аналізу цих даних за допомогою комп'ютерів. В Україні в Донецькому національному технічному університеті на кафедрі «Прикладна екологія та охорона навколишнього середовища» професор Масляєв Віктор Семенович створив сучасну лабораторію рентгеноструктурного аналізу.

## Методи

### Кристалізація

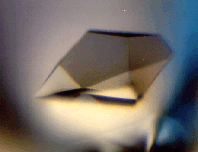
Кристал білка під мікроскопом. Кристали для рентгеноструктурного аналізу мають розміри від 0,1 до 1 мм.

Хоча рентгеноструктурний аналіз може використовуватися для характеристики розташування атомів в забрудненому або невпорядкованому кристалі, загалом для точного визначення структури метод вимагає кристалу дуже високого рівня впорядкованості. Чисті впорядковані кристали іноді формуються мимовільно в природних або штучних матеріалах, наприклад металах, мінералах та інших макроскопічних речовинах. Регулярність таких кристалів іноді може бути вдосконалена за допомогою відпалу та інших методів. Проте, в багатьох випадках, отримання якісного придатного для дифракції кристалу є головним бар'єром для визначення його структури на атомному рівні.
Зазвичай рентгеноструктурний аналіз поділяється на аналіз малих молекул і макромолекул, перш за все через різні методи, що використовуються для отримання якісних кристалів. Малі молекули загалом мають небагато ступенів конформаційної свободи і можуть бути кристалізовані за допомогою широкого набору методів, наприклад вакуумного нанесення і рекристалізації. На відміну від них, макромолекули загалом мають багато ступенів свободи і їхня кристалізація повинна здійснюватися за умовами точного збереження структури. Наприклад, молекули білків та РНК не можуть бути кристалізовані, якщо їх третинна структура розгорнута, тому методи кристалізації обмежені умовами збереження нативного стану таких макромолекул.
Кристали білків та інших макромолекул майже завжди вирощуються в розчині. Найзагальніший підхід — поступове зниження розчинності його компонентів, якщо ж це робиться швидко, молекули преципітують з розчину, формуючи аморфний осад на дні посудини. Ріст кристалів в розчині характеризується двома стадіями: нуклеація, тобто утворення мікроскопічного ядра кристалу (що має лише близько 100 молекул), та росту цього ядра до розмірів, необхідних для аналізу. Умови розчину, найкращі для першої стадії (нуклеації), — не завжди найкращі й для другої (росту кристалу). Таким чином, мета кристалографів — створити умови, найкращі для росту одного великого кристалу, тому що великий розмір дозволяє покращити якість методу. Зазвичай умови підбираються несприятливими для нуклеації, але сприятливими для росту кристалу, таким чином перший кристал поглине більшість матеріалу з розчини, не залишаючи можливості виникнення численних мікрокристалів. В деяких випадках кристалографам вдається підібрати умови утворення лише дуже малих кристалів. В такому випадку один з таких кристалів переноситься до іншої посудини, де він може продовжити ріст. В деяких випадках, великі кристали можуть розбиваються для отримання невеликих фрагментів, що знову вирощуються для отримання кристалів вищої якості.
Надзвичайно важко передбачити умови, оптимальні для росту ідеально впорядкованих кристалів. На практиці, сприятливі умови часто встановлюються за допомогою скринінгу — приготування великої кількості досліджуваної речовини і випробування широкої різноманітності умов кристалізації, часто сотні або навіть тисячі. Для кристалізації різних молекул використовуються різні фізичні механізми зниження розчинності, наприклад зміна pH, додавання солей гофмейстерівської серії або речовин, що знижують діелектричну проникність розчину або великих полімерів, також як поліетиленгліколь, що виводять молекулу поза фазу розчину через ентропійний ефект. Часто випробуються різні температури для підбору швидкості кристалізації або для створення перенасиченого розчину. Ці методи вимагають великої кількості досліджуваної речовини високого рівня очищення, які, наприклад, у випадку білків, часто буває важко отримати. Для економії речовини були розроблені роботи, здатні розділяти малі кількості речовини, близько 100 нанолітрів, що дозволяє зменшити витрати речовини.
Відомо декілька чинників, що перешкоджають кристалізації. Наприклад, кристали загалом тримають при постійній температурі і захищають від вібрацій, які перешкоджали б отриманню якісного кристалу. Домішки в розчині часто ворожі до кристалізації. Конформаційна гнучкість в молекулі також прагне зменшити ймовірність утворення упорядкованого кристалу. Цікаво, що речовини, здатні до само збірки у регулярні структури, часто несхильні збиратися у кристали. Кристали можуть псуватися сполученням кількох центрів кристалізації, хоча сучасні обчислювальні методи здатні отримувати структуру деяких з таких кристалів. Часто якщо кристалізація не вдається для якоїсь речовини, кристалограф пробує дещо модифіковану молекулу, навіть дрібниці в молекулярних властивостях можуть призводити значної різниці у властивостях її кристалізації.

#### Джерела випромінювання

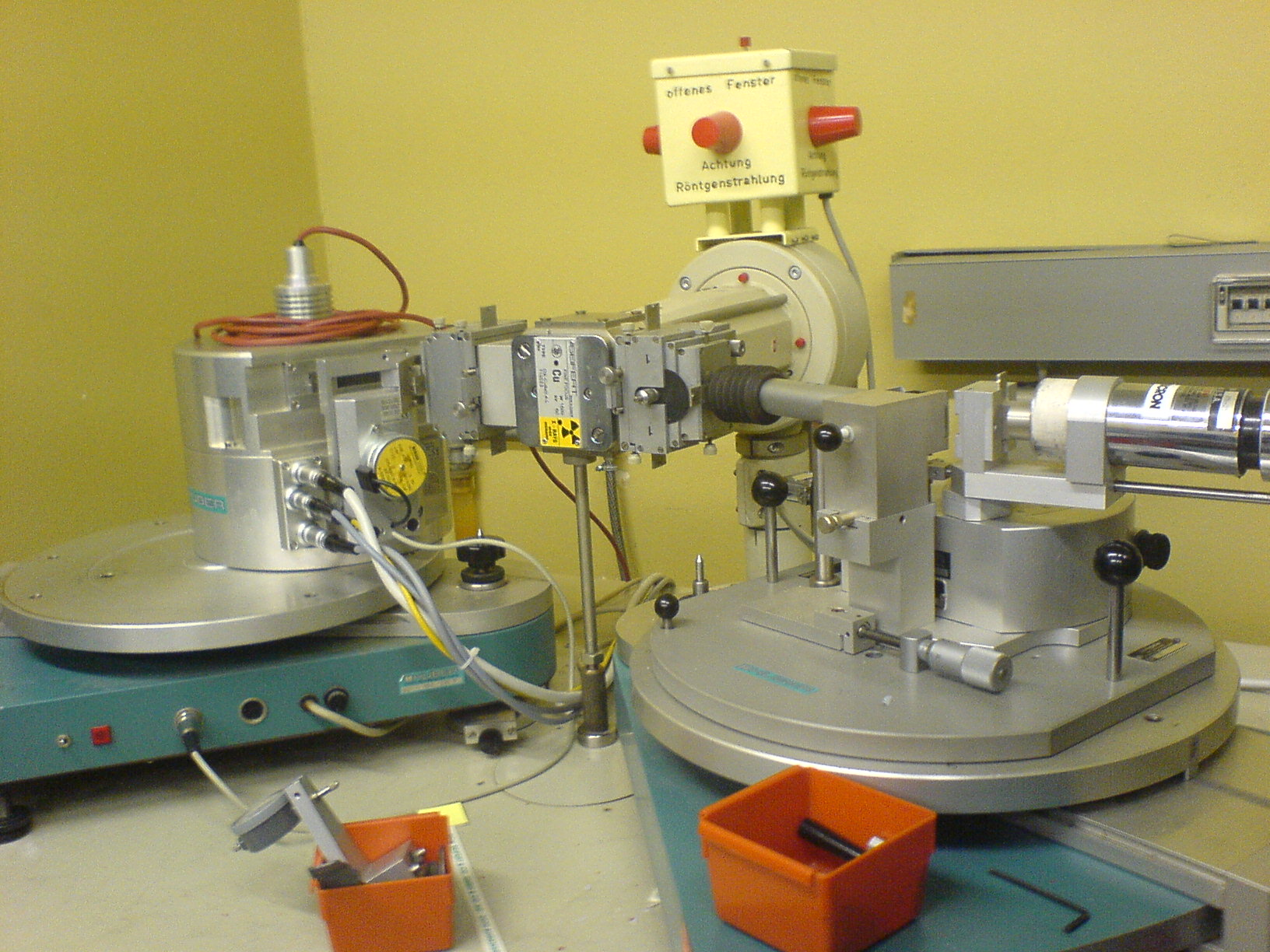
Дифрактометр

### Збір даних